# Microglossa mespilifolia
Microglossa mespilifolia là một loài thực vật có hoa trong họ Cúc. Loài này được (Less.) B.L.Rob. mô tả khoa học đầu tiên năm 1911.